# Ledropsis crocina
Ledropsis crocina är en insektsart som beskrevs av William Lucas Distant 1917. Ledropsis crocina ingår i släktet Ledropsis och familjen dvärgstritar. Inga underarter finns listade i Catalogue of Life.